# 2007年5月逝世人物列表
2007年逝世人物列表：1月 - 2月 - 3月 - 4月 - 5月 - 6月 - 7月 - 8月 - 9月 - 10月 - 11月 - 12月
2007年5月逝世人物列表，是用於匯總2007年5月期間逝世人物的列表。

## 依日期排序

### 1日
- 威利·哈克（Wiley Harker），92歲，美國演員（《直截了當的故事》（The Straight Story）、《城市熱火》（City Heat）、《死後在丹佛要做的事情》（Things to Do in Denver）。[1]
- Temira Pachmuss，79歲，俄裔美國語言學家。[2]
- Winifred Pennington，91歲，英國湖沼學家。[3]
- 瑪蒂爾德·奧克塔維·塔夫納（Mathilde Octavie Tafna），112歲，瓜德羅普島最年長的法國人。[4]
- 費爾明·特魯巴（Fermín Trueba），92歲，西班牙公路自行車手。[5]

### 2日
- 莫裡斯·雅各（Maurice Jacob），74歲，法國理論粒子物理學家。[6]
- 阿卜杜勒·薩布爾·法裡德·科希斯塔尼，54-55歲，阿富汗立法者兼總理（1992年），被槍殺。[7]
- 布拉德·麥甘（Brad McGann），43歲，紐西蘭電影導演（《在我父親的書房裡》），癌症。[8]
- 胡安·巴爾迪維索（Juan Valdivieso），96歲，秘魯足球守門員兼經理，心力衰竭。[9]

### 3日
- 亞歷克斯·阿加塞（Alex Agase），85歲，伊朗出生的美式橄欖球教練。[10]
- J·羅伯特·布蘭得利（J. Robert Bradley），87歲，美國福音歌手，糖尿病患者。[11]
- 倫納德·埃隆（Leonard Eron），87歲，美國心理學家，充血性心力衰竭。[12]
- 派特·奧謝（Pat O'Shea），74歲，愛爾蘭作家。[13]
- Wally Schirra，84歲，水星、雙子座和阿波羅計劃的美國宇航員，心臟病發作。[14]
- "Rose Tombe“，蘇丹名人山羊，窒息。[15]
- 横山诺克，75歲，日本喜劇演員和政治家，喉癌。[16]
- 馬馬杜·扎雷，42歲，象牙海岸足球運動員。[17]

### 4日
- 羅素·克魯斯（Russell W. Kruse），85歲，美國拍賣師，中風。[18]
- 耶利米亞斯·恩格尼亞（Jeremias Nguenha），35歲，莫三比克政治音樂家，在尚加安（Shangaan）唱歌。[19]
- 何塞·安東尼奧·羅卡（José Antonio Roca），78歲，墨西哥足球運動員和經理。[20]
- 加博爾·塔卡奇，47歲，匈牙利奧運短距離皮划艇運動員。[21]

### 5日
- 阿卜杜勒-馬吉德·本·阿卜杜勒-阿齊茲王子，64-65歲，沙特政治家，麥加總督。[22]
- 何塞·阿龐特·德拉托雷，65歲，波多黎各市長，呼吸系統併發症。[23]
- 湯姆·哈欽森（Tom Hutchinson），65歲，1964年克利夫蘭布朗隊（Cleveland Browns）NFL冠軍的美式橄欖球外接手。[24]
- 西奧多·邁曼（Theodore Maiman），79歲，美國物理學家，他製造了第一個激光，系統性肥大細胞增多症。[25]
- 埃德溫·西蒙斯（Edwin H. Simmons），85歲，美國海軍陸戰隊歷史學家。[26]
- 古斯蒂·沃爾夫（Gusti Wolf），95歲，奧地利女演員。[27]
- 約翰·扎梅特（John Zamet），74歲，英國牙周病學家。[28]

### 6日
- 阿爾文·巴蒂斯特（Alvin Batiste），74歲，美國爵士音樂家，心臟病發作。[29]
- 凱里·貝爾（Carey Bell），70歲，美國藍調口琴演奏家，心力衰竭。[30]
- 萊斯利·布蘭奇（Lesley Blanch），102歲，英國作家和時尚編輯。[31]
- 埃內斯·卡內羅（Enéas Carneiro），68歲，巴西政治家，白血病。[32]
- 加博尔·陶马什，75歲，匈牙利奧運擊劍運動員。[33]
- 柯蒂斯·哈靈頓（Curtis Harrington），80歲，美國電影導演。[34]
- 北村和夫，80歲，日本演員（Tora！虎！Tora！、Black Rain、Shinobi： Heart Under Blade）、肺炎。[35]
- 莫裡斯·馬薩克（Maurice Marsac），92歲，法國演員（《萬王之王》，《混蛋》，羅伯特·甘迺迪和他的時代），心臟驟停。[36]
- Đorđe Novković，63歲，克羅埃西亞詞曲作者。[37][38]
- 伯納德·韋瑟里爾，韋瑟里爾男爵，86歲，英國下議院議長（1983-1992），短暫患病後。[39]

### 7日
- 伊莎貝拉·布洛（Isabella Blow），48歲，英國時尚記者和造型師，中毒自殺。[40][41][42]
- 昆汀·布魯克斯（Quentin Brooks），86歲，美國奧運射擊運動員。[43]
- 富爾頓·伯利（Fulton Burley），84歲，加拿大表演者，心力衰竭。
- 迭戈·科拉莱斯（Diego Corrales），29歲，美國世界拳擊冠軍，摩托車事故。[44]
- Shirl Conway，90歲，美國女演員。[45]
- 乔治·道森 (北爱尔兰政治家)（英语：George Dawson (Northern Ireland politician)）（George Dawson），45歲，英國政治家，北愛爾蘭議會議員，癌症。[46][47]
- 唐納德·金斯伯格（Donald Ginsberg），73歲，美國物理學家，黑色素瘤。[48]
- 托馬西·庫利莫托克二世，88歲，瓦利斯國王（'Uvea）。[49]
- 拉菲·拉維（Raffi Lavie），70歲，以色列藝術家，胰腺癌。[50]
- 艾瑪·萊默（Emma Lehmer），100歲，俄羅斯出生的美國數學家。[51]
- 桑尼·邁爾斯（Sonny Myers），83歲，美國職業摔跤手。[52]
- 奧克塔維安·帕勒（Octavian Paler），81歲，羅馬尼亞作家和記者，心臟病發作。[53]
- 尼古拉斯·沃思（Nicholas Worth），69歲，美國演員（《暗黑者》《心碎嶺》《夜庭》），心力衰竭。[54]
- Yahweh ben Yahweh，71歲，美國宗教邪教領袖（耶和華之國）和被定罪的重罪犯，前列腺癌。[55][56]

### 8日
- 馬克·伯恩斯（Mark Burns），71歲，英國演員（《出埃及記》《活死人之家》《劍分之劈》），癌症。[57]
- 菲力浦·克雷格（Philip R. Craig），74歲，美國懸疑作家。[58]
- 维尔玛·邓恩（Velma Dunn），88歲，美國跳水運動員，曾參加1936年夏季奧運會，中風。[59]
- 阿卜杜拉·費薩爾（Abdullah al Faisal），85歲，沙特王子，作家和商人，長期患病。[60]
- 大衛·法誇爾（David Farquhar），79歲，紐西蘭作曲家。[61]
- 约翰·亨利 (毒理學家)（英语：John Henry (toxicologist)）（John Henry），68歲，英國毒理學家，出血。[62]
- René Lamps，91歲，法國政治家。[63]
- Jagdish Narain Sapru，74歲，印度ITC有限公司和BOC印度公司前董事長。[64]
- 卡森·惠特塞特（Carson Whitsett），62歲，美國作曲家，音樂家和唱片製作人，腦瘤。[65]

### 9日
- 唐納德·亞歷山大（Donald Alexander），79歲，蘇格蘭醫學研究員。[66]
- Charley Ane，76歲，美式橄欖球運動員（底特律雄獅隊），肺炎。[67]
- 阿爾弗雷德·錢德勒（Alfred Chandler），88歲，美國經濟史學家。[68]
- 吉諾·帕里亞尼（Gino Pariani），79歲，美國足球運動員（1950年世界盃），骨癌。[69]
- George Seddon，80歲，澳大利亞環境學者。[70]
- 德懷特·威爾遜（Dwight Wilson），106歲，加拿大百歲老人，倒數第二位倖存的第一次世界大戰老兵。[71]
- 菲力浦·沃克曼（Philip Workman），53歲，美國被定罪的殺人犯，注射死刑。[72]

### 10日
- 約翰·拉蒂默（John Lattimer），92歲，美國泌尿科醫生，他開發了治療腎結核的方法。[73]
- 奧利弗·米勒爵士（Sir Oliver Millar），84歲，英國女王圖片測量師（1972-1988）和皇家收藏總監（1987-1988）。[74]
- 羅伯特·厄爾曼（Robert Oelman），97歲，NCR公司美國首席執行官（1962-1973），萊特州立大學（Wright State University）聯合創始人。[75]
- 查克·萊利（Chuck Riley），66歲，美國配音演員。[76]

### 11日
- 諾曼·弗蘭克（Norman Frank），82歲，美國製片人和政治戰略家。[77]
- 伯納德·戈登（Bernard Gordon），88歲，美國編劇，被列入好萊塢黑名單，癌症。[78]
- 斯坦利·霍爾登（Stanley Holden），79歲，英國芭蕾舞演員，心臟病和結腸癌併發症。[79][80]
- 酋長斯蒂芬·奧西塔·奧薩德貝（Stephen Osita Osadebe），71歲，奈及利亞伊博高生活音樂家。[81]
- 马列托亚·塔努马菲利二世，94歲，薩摩亞政治家，國家元首。[82]

### 12日
- 毛拉·達杜拉（Mullah Dadullah），41歲，阿富汗武裝分子，塔利班軍事指揮官，被槍殺。[83]
- Teddy Infuhr，70歲，美國兒童演員。[84]
- Kai Johansen，66歲，丹麥足球運動員（Greenock Morton F.C.和流浪者隊），癌症。[85]
- Henri Klein，87歲，法國奧運運動員。[86]
- 伊迪·巴斯克斯（Edy Vásquez），23歲，宏都拉斯足球運動員，車禍。[87]

### 13日
- 亞歷山大·布坎南·坎貝爾（Alexander Buchanan Campbell），92歲，蘇格蘭建築師。[88]
- 陈晓旭，41歲，中國女演員（《紅樓夢》）和佛教尼姑，乳腺癌。[89]
- 孟德爾·傑克遜·大衛斯，64歲，美國政治家，美國南卡羅來納州眾議員（1971-1981），肺氣腫。[90]
- Gomer Hodge，63歲，美國棒球運動員（克利夫蘭印第安人），肌萎縮側索硬化症。[91]
- 路易士·瑪麗亞·門迪亞（Luis María Mendía），82歲，阿根廷海軍軍官。[92]
- 凱特·韋伯（Kate Webb），64歲，紐西蘭記者和駐外記者，腸癌。[93]

### 14日
- 奧蘭多·波波（Orlando Bobo），33歲，美國出生的加拿大足球運動員（溫尼伯藍色轟炸機隊），心臟和肝臟衰竭。[94]
- Ülo Jõgi，86歲，愛沙尼亞反共分子。[95]
- 愛德華·鐘斯爵士，70歲，英國陸軍上將，黑杖（1996-2001），心臟病發作。[96]
- 南希·麥克唐納（Nancy McDonald），72歲，美國政治家，德克薩斯州眾議院議員（1984-1995），卵巢癌。[97]
- 亞倫·麥克米蘭（Aaron McMillan），30歲，澳大利亞古典鋼琴家，骨癌。[98]
- Jean Saubert，65歲，美國激流迴旋雙料獎牌得主（1964年冬奧會），乳腺癌。[99]
- 科林·聖約翰·威爾遜爵士，85歲，英國建築師，大英圖書館設計師。[100]

### 15日
- 喬治·卡瓦列里（Giorgio Cavaglieri），95歲，義大利出生的美國建築師，紐約市城市保護運動的創始人。[101]
- 傑里·法爾韋爾（Jerry Falwell），73歲，美國牧師，電視佈道家和保守派活動家，道德多數派的創始人，心律失常。[102]
- 凱倫·赫斯（Karen Hess），88歲，美國烹飪歷史學家和作家，中風。[103]
- 約蘭達·金，51歲，美國活動家和女演員，民權領袖馬丁·路德·金的女兒和長子。[104]
- 鄧肯·麥克雷（Duncan Macrae），92歲，英國橄欖球運動員（蘇格蘭橄欖球聯盟隊）。[105]
- 安格斯·麥克布萊德（Angus McBride），76歲，英國插畫家。[106]
- 39歲的美國記者勞倫·特拉扎諾（Lauren Terrazzano）記錄了她與癌症的鬥爭，肺癌。[107][108]

### 16日
- Alphonse “Bois Sec” Ardoin，91歲，美國克里奧爾語手風琴家。[109]
- 瑪麗·道格拉斯夫人（Dame Mary Douglas），86歲，英國社會人類學家。[110]
- Gohar Gasparyan，83歲，亞美尼亞女高音歌劇歌手。[111]
- 艾倫·希爾德（Allan Hird），88歲，澳大利亞足球運動員和學者，埃森登足球俱樂部主席（1969-1975），維多利亞州教育局局長。[112]
- 彼得·馬納（Peter Marner），71歲，英國板球運動員，代表蘭開夏郡板球俱樂部的最年輕球員。[113]
- C·蒂莫西·奧米拉（Timothy O'Meara），64歲，美國電影剪輯師（《玫瑰》《流浪漢》《野蠻人柯南》）。[114]
- 特裡·里安（Terry Ryan），60歲，美國作家（俄亥俄州《反抗》獎得主），癌症。[115]

### 17日
- 勞埃德·亞歷山大（Lloyd Alexander），83歲，美國作家（《普里丹編年史》），癌症。[116]
- Petro Balabuyev，76歲，烏克蘭飛機設計師，包括世界上最大的飛機An-225。[117]
- Don Burton，87歲，澳大利亞政治家，新南威爾士州立法委員會成員（1976-1984）。[118]
- 埃格蒙特·福雷格（Egmont Foregger），84歲，奧地利法學家，官員和政治家，身患重病。[119]
- 約翰·岡薩加（John Gonzaga），74歲，三藩市49人隊，達拉斯牛仔隊，底特律雄獅隊和丹佛野馬隊的美式橄欖球運動員。[120]
- 卡維卡·卡帕胡勒瓦（Kawika Kapahulehua），76歲，Hokulea號首次從夏威夷航行到塔希提島的美國船長。[121]
- 約翰·尼科爾斯爵士，80歲，英國空軍元帥。[122]
- Eugen Weber，82歲，羅馬尼亞出生的美國歷史學家，胰腺癌。[123]
- 比爾·懷特（Bill Wight），85歲，美國職業棒球大聯盟（MLB）投手和球探。[124]
- Wiktor Zin，82歲，波蘭建築師和平面藝術家。[125]

### 18日
- 羅伊·德·福雷斯特（Roy De Forest），77歲，美國藝術家，加州大學大衛斯分校教授。[126]
- Pierre-Gilles de Gennes，74歲，法國物理學家，1991年獲得諾貝爾物理學獎。[127]
- 科尼利厄斯·哈格（Cornelius R. Hager），93歲，美國教育家，阿斯伯里大學校長。[128]
- 沙特·梅蒙（Saud Memon），44歲，巴基斯坦商人，涉嫌謀殺丹尼爾·珀爾（Daniel Pearl），肺結核和腦膜炎。[129]
- Les Schwab，89歲，美國輪胎大亨。[130]
- 米卡·什皮利亚克，90歲，克羅埃西亞政治家，南斯拉夫集體主席團主席（1983-1984）。[131][132]
- Yoyoy Villame，69歲，菲律賓音樂家和喜劇演員，心臟病發作。[133]

### 19日
- 德里克·庫珀（Derek Cooper），94歲，英國軍官和難民活動家。[134]
- 米羅斯拉夫·德羅尼奇（Miroslav Deronjić），52歲，波士尼亞塞族政治家，被定罪的戰犯，自然原因。[135]
- 威利·弗格森（Willie Ferguson），67歲，南非賽車手。[136]
- 杰克·芬德利（Jack Findlay），72歲，澳大利亞大獎賽摩托車賽車手。[137]
- 弗蘭克·圭達（Frank Guida），84歲，義大利出生的美國唱片製作人。[138]
- 羅恩·霍爾（Ron Hall），43歲，美式橄欖球運動員（坦帕灣海盜隊，底特律雄獅隊）。[139]
- 瑪麗安·拉德克-亞羅（Marian Radke-Yarrow），89歲，美國兒童心理學研究員，白血病。[140]
- 斯科特·托克爾森（Scott Thorkelson），49歲，加拿大下議院議員（1988-1993），心臟病發作。[141]
- 蜜雪兒·維西（Michel Visi），52歲，瓦努阿圖天主教主教。[142]
- Hans Wollschläger，72歲，德國作家和翻譯家。[143]
- 卡爾·賴特（Carl Wright），75歲，美國演員（《大媽的房子》《理髮店》《靈魂食品》），癌症。[144]

### 20日
- 鮑比·阿什（Bobby Ash），82歲，英國出生的加拿大電視節目主持人（鮑比叔叔秀），心臟病發作。[145]
- 讓·赫比森夫人（Dame Jean Herbison），84歲，紐西蘭學者，紐西蘭第一位女校長（坎特伯雷大學，1979-1984年）。[146]
- 巴魯克·基默林（Baruch Kimmerling），67歲，以色列社會學家和歷史學家。[147]
- 瓦倫蒂娜·列昂季耶娃（Valentina Leontyeva），84歲，俄羅斯電視節目主持人，蘇聯最早的電視節目主持人之一。
- 喬治·麥克法蘭爵士，91歲，英國科學家和工程師。[148]
- Tod H. Mikuriya，73歲，美國精神病學家和醫用大麻宣導者，癌症。[149]
- 史丹利·米勒（Stanley Miller），77歲，美國化學家和生物學家，以米勒-尤里（Miller-Urey）對生命起源的實驗而聞名，心力衰竭。[150]
- 威廉·彼得斯（William Peters），85歲，美國記者和種族問題紀錄片導演，阿爾茨海默病。[151]
- 古拉姆·沙拉澤（Guram Sharadze），66歲，喬治亞語言學家和政治家，被槍殺。[152]
- 諾曼·馮·奈達（Norman Von Nida），93歲，澳大利亞高爾夫球手。[153]
- 85歲的美國音樂家和詞曲作者本·韋斯曼（Ben Weisman）為歌手艾維斯·普雷斯利（Elvis Presley）寫了近60首歌曲。[154]

### 21日
- 克拉克·亞當斯（Clark Adams），37歲，美國世俗人文主義領袖和活動家。[155]
- 弗蘭克·蓋伊（Frank Gay），86歲，美國商人，霍華德·休斯（Howard Hughes）的高級企業助理。[156]
- 彼得·海耶斯（Peter Hayes），58歲，澳大利亞律師。[157]
- 瑪麗亞·霍滕西亞·德·埃雷拉·德·拉卡勒，98歲，烏拉圭政治家，前總統路易斯·阿爾貝托·拉卡勒的母親。[158]
- 布魯諾·馬泰（Bruno Mattei），75歲，義大利電影導演。[159]
- 肯尼斯·索科洛夫（Kenneth Sokoloff），54歲，美國經濟學家，研究因素稟賦，肝癌。[160]
- Sakorn Yang-keawsot，85歲，泰國木偶師，肺病。[161]

### 22日
- Fannie Lee Chaney，84歲，美國民權活動家。[162]
- 弗蘭克·E·馬斯特羅內（Frank E. Maestrone），84歲，美國外交官，駐科威特大使（1976-1979），感染。[163]
- Jef Planckaert，73歲，比利時自行車手。[164][165]
- Pemba Doma Sherpa，36歲，尼泊爾登山家，兩次登頂珠穆朗瑪峰，從洛子峰墜落。[166]
- 阿特·史蒂文斯（Art Stevens），92歲，美國動畫師，電影導演和編劇（《狐狸與獵犬》，《救援隊》，《黑鍋》），心臟病發作。[167]

### 23日
- 克萊德·羅伯特·布拉（Clyde Robert Bulla），93歲，美國兒童作家。[168]
- 迪克·亨伯特（Dick Humbert），88歲，美國橄欖球運動員。[169]
- 熊井啟，76歲，日本電影導演，腦出血。[170][171]
- Tron Øgrim，59歲，挪威作家和政治家。[172]
- Åke Sundborg，85歲，瑞典地理學家和地貌學家。[173]

### 24日
- 巴迪·柴爾德斯（Buddy Childers），81歲，美國爵士小號手，癌症。[174]
- 萊斯·哈默（Les Harmer），86歲，紐西蘭板球裁判。[175]
- 比尔·约翰斯顿（Bill Johnston），85歲，澳大利亞板球運動員，1948年無敵隊成員。[176]
- 菲力浦·梅耶·凱撒（Philip Mayer Kaiser），93歲，美國外交官，駐塞內加爾和茅利塔尼亞、匈牙利和奧地利大使，肺炎。[177]
- 諾姆·馬倫（Norm Maleng），68歲，美國檢察官（華盛頓州金縣），心臟驟停。[178]
- 克裡斯托弗·牛頓（Christopher Newton），37歲，美國被定罪的殺人犯，注射死刑。[179]
- 大庭美奈子，77歲，日本作家。[180]
- 大衛·倫頓，倫頓男爵，98歲，英國政治家和貴族，上議院最年長的同齡人。[181]

### 25日
- 勞里·巴特拉姆（Laurie Bartram），49歲，美國女演員（13日星期五）和芭蕾舞演員，胰腺癌。[182]
- 維克多·菲拉（Victor Firea），84歲，羅馬尼亞奧運運動員。[183]
- 查理斯·納爾遜·賴利（Charles Nelson Reilly），76歲，美國演員（《如何在沒有真正嘗試的情況下取得成功》、《幽靈與繆爾夫人》、《所有的狗都上天堂》），托尼獎得主（1962年），肺炎併發症。[184]
- Kaspar Schiesser，91歲，瑞士奧運選手。[185]* 孙元良，103歲，中國出生的國民黨將軍，流亡臺灣。[186]
- 巴塞洛缪·乌卢法阿卢，56歲，所羅門群島政治家，所羅門群島總理（1997—2000年），長期患病。[187]

### 26日
- 詹姆斯·貝爾德爵士，92歲，英國陸軍上將。[188]
- 詹姆斯·贝克（James Beck），77歲，美國藝術史學家，ArtWatch International創始人。[189]
- 吉恩·吉布森（Gene Gibson），82歲，美國籃球運動員和教練（德克薩斯理工大學），手術併發症。[190]
- Marek Krejčí，26歲，斯洛伐克足球運動員，車禍。[191]
- 菲利斯·塞利克（Phyllis Sellick），95歲，英國鋼琴家。[192]
- 奧布里·辛格（Aubrey Singer），80歲，英國電視台高管，BBC二台負責人（1974-1978）。[193]
- 哈利勒·扎哈威（Khalil al-Zahawi），60-61歲，伊拉克書法家，被槍殺。[194]

### 27日
- 羅恩·阿切爾（Ron Archer），73歲，澳大利亞板球運動員，肺癌。[195]
- 愛德華·貝爾（Edward Behr），81歲，英國記者和作家。[196]
- 現年65歲的美國律師山姆·加里森（Sam Garrison）在1974年的彈劾聽證會上為理查·尼克鬆總統（Richard Nixon）辯護，死於白血病。[197]
- 馬奎斯·希爾，24歲，美式橄欖球運動員（新英格蘭愛國者隊），溺水身亡。[198]
- 傑克·克爾（Jack Kerr），96歲，紐西蘭板球運動員，紐西蘭板球協會主席兼總裁。[199]
- 威利·梅恩，90歲，美國政治家，美國愛荷華州眾議員（1966-1974），心肺事件。[200]
- 霍華德·波特，58歲，美國籃球運動員（公牛隊、尼克斯隊、活塞隊），因毆打而受傷。[201]
- 坂井泉水，40歲，日本歌手（Zard），腦挫傷。[202]
- 珀西·索恩（Percy Sonn），57歲，南非板球運動員，國際板球理事會主席，手術后併發症。[203]
- 格雷琴·惠勒（Gretchen Wyler），75歲，美國女演員（《大兵本傑明》《達拉斯》《魔鬼旅》）和動物權利活動家，乳腺癌併發症。[204]
- 埃德·約斯特（Ed Yost），87歲，美國現代熱氣球的發明者。[205]

### 28日
- 芭芭拉·考克斯·安東尼（Barbara Cox Anthony），84歲，美國女繼承人，長期患病。[206]
- Harold C. Helgeson，75歲，美國地球化學家，肺癌。[207]
- 約爾格·伊門多夫（Jörg Immendorff），61歲，德國畫家，肌萎縮側索硬化症。[208]
- 菲利斯·科恩（Phyllis Koehn），84歲，美國棒球運動員（全美女子職業棒球聯盟）。[209]
- 大衛·萊恩（David Lane），68歲，美國白人至上主義領袖和作家。[210]
- 約翰·麥誇里（John Macquarrie），87歲，英國神學家，牛津大學瑪格麗特夫人神學教授（1970-1986）。[211]
- 松冈利胜，62歲，日本政治家，農業大臣，上吊自殺。[212]
- 帕倫·米切爾（Parren Mitchell），85歲，美國政治家，美國馬里蘭州眾議員（1971-1987），國會黑人核心小組（Congressional Black Caucus）聯合創始人，肺炎。[213]
- 埃塞爾·穆塔里卡（Ethel Mutharika），63歲，辛巴威出生的馬拉威第一夫人，癌症。[214]

### 29日
- 戴夫·巴隆（Dave Balon），68歲，加拿大冰球運動員，多發性硬化症。[215]
- Tony Bastable，62歲，英國電視節目主持人（喜鵲），DJ和獨立製片人，肺炎。[216]
- 露易絲·布朗-埃文斯夫人，79歲，百慕達政治家。[217]
- 唐納德·約翰諾斯（Donald Johanos），79歲，美國指揮家。[218]
- Norman Kaye，80歲，澳大利亞演員和音樂家，阿爾茨海默病。[219]
- Posteal Laskey Jr.，69歲，美國被定罪的殺人犯，通常被認為是被稱為“辛辛那提扼殺者”的連環殺手。[220]
- 塔希爾·米爾扎（Tahir Mirza），70歲，巴基斯坦記者，《黎明報》前編輯，肺癌。[221]
- Folole Muliaga，44歲，薩摩亞裔紐西蘭教師，使用家用氧氣機，電力供應因未付款而被切斷連接，心肺疾病。[222]
- 邁克爾·西頓，84歲，英國天文學家和物理學家。[223]
- 華萊士·西威爾（Wallace Seawell），90歲，美國攝影師和電影製片人，與年齡有關的原因。[224]
- 小約翰·斯坦寧（John Stanning junior），87歲，英國板球運動員。[225]

### 30日
- Jean-Claude Brialy，74歲，法國演員兼導演，癌症。[226]
- 基蘭·凱里（Kieran Carey），74歲，愛爾蘭投擲運動員。[227]
- 馬克·哈裡斯（Mark Harris），84歲，美國作家（《Bang the Drum Slowly》），阿爾茨海默病。[228]
- 普雷斯頓·馬丁，83歲，美國銀行家，美國聯邦儲備委員會副主席（1982-1986），癌症。[229]
- 小威廉·莫裡斯·梅雷迪思（William Morris Meredith， Jr.），88歲，美國詩人，普利策獎得主。[230]
- 葉夫根尼·米沙科夫（Yevgeni Mishakov），66歲，俄羅斯冰球運動員。[231]

### 31日
- 喬治·布拉格，81歲，美國指揮家，德克薩斯男孩合唱團創始人。[232]
- 諾曼·弗萊徹（Norman Fletcher），89歲，美國建築師。[233]
- 克利福德·斯科特·格林（Clifford Scott Green），84歲，美國法學家，聯邦法院法官。[234]
- 大衛·J·勞森（David J. Lawson），77歲，美國牧師，聯合衛理公會主教，長期患病。[235]
- 法蒂亞·恩克魯瑪（Fathia Nkrumah），75歲，埃及出生的迦納第一夫人，長期患病。[236]
- 查理斯·雷明頓（Charles Remington），85歲，美國動物學家，以研究蝴蝶和飛蛾而聞名。[237]
- 亞歷山大·圖貝爾斯基（Alexander Tubelsky），66歲，俄羅斯學者，民主學校協會主席，中風。[238]
- 吉姆·威廉姆斯（Jim Williams），92歲，美國籃球教練（科羅拉多州立大學）。[239]